# Écoffey (patronyme)
Pour les articles homonymes, voir Écoffey.
Cette page présente le nom de famille Écoffey ainsi que ses variantes.
 (décembre 2022).
Si vous disposez d'ouvrages ou d'articles de référence ou si vous connaissez des sites web de qualité traitant du thème abordé ici, merci de compléter l'article en donnant les références utiles à sa vérifiabilité et en les liant à la section « Notes et références ».
Écoffey est un nom de famille francophone.

## Étymologie
Le patronyme est d'origine suisse. On trouve des familles Écoffey issues de trois origines différentes que sont les cantons de Fribourg, Vaud et Valais[réf. souhaitée].
Les deux noms de famille qui reviennent le plus souvent et peut-être les plus anciens à Villard-sous-Mont, sont les Thorin et les Écoffey.
Le patronyme est connu dans le canton de Fribourg dès le XVe siècle[réf. souhaitée].
Son étymologie est vraisemblablement dérivée de Escoffier, nom de métier désignant un ouvrier travaillant le cuir ou un marchand de cuir.
Écoffey a pour pendant en occitan Escouffier, Escofier, Escoffier, Escofié désignant un ouvrier en cuirs ou un marchand de cuirs.

## Héraldique
On trouve un Écoffey avec deux lions dressés sur les pattes arrière se faisant face et tenant une roue entre leurs pattes avant[réf. souhaitée].